# Crysis (seria)
Crysis – seria gier komputerowych z gatunku first-person shooter stworzonych przez niemieckie studio Crytek i wydawanych przez Electronic Arts. Seria opowiada o grupie żołnierzy wyposażonych w nanokombinezony, które umożliwiają im zwiększoną szybkość poruszania się, większą siłę walki oraz umiejętność maskowania się w otoczeniu.
Protagoniści walczą przeciwko wrogim północnokoreańskim żołnierzom, ciężko uzbrojonym najemnikom oraz zaawansowanej technologicznie obcej rasie zwanej Ceph.

## Gry z serii
- Crysis (PC, Xbox 360, PlayStation 3, wydany 14 listopada 2007)[1]
- Crysis Warhead (PC, Xbox 360, PlayStation 3, wydany 16 września 2008)[2]
- Crysis 2 (PC, Xbox 360, PlayStation 3, wydany 22 marca 2011)[3]
- Crysis 3 (PC, Xbox 360, PlayStation 3, wydany 19 lutego 2013)[4]
- Crysis Remastered (zremasterowana wersja oryginalnego Crysisa, zaplanowana na PlayStation 4, Nintendo Switch, Xbox One i PC w 2020 r.)[5]